# اروپا (گریه زمین خنده بهشت)
«اروپا (گریه زمین خنده بهشت)» موسیقی سازی از آلبوم سانتانا آمیگوس نوشته کارلوس سانتانا و تام کاستر است. این یکی از محبوب‌ترین آهنگ‌های سانتانا است و در ژوئیه ۱۹۷۶ به صدر جدول تک آهنگ‌های اسپانیا رسید.
پیشروی آکوردی ۱۶-بار از دایره پنجم‌ها پیروی می‌کند، شبیه به استاندارد جاز «برگ‌های پاییزی». هر بِیت دیگر با فرود پیکاردی به پایان می‌رسد.

## پیدایش
سانتانا با دیدن دوستی که تجربه بدی را تجربه می‌کند درحالی که مسکالین بالایی زده بود، قطعه‌ای با عنوان «بانوی قارچ به شهر می‌آید» ساخت. این پیش‌ماده حاوی اولین قطعهٔ بداهه «اروپا» بود. این قطعه برای مدتی کنار گذاشته‌شد و قدردانی نشد.
هنگامی که سانتانا با ارت، ویند اند فایر در منچستر انگلستان گشت‌وگذار می‌کرد، این آهنگ را دوباره نواخت، این بار با تام کاستر که در برخی از آکوردها به او کمک کرد و بنابراین اروپا متولد شد. نام آن به «اروپا (گریه زمین لبخند بهشت)» تغییر یافت.

## نسخه‌های دیگر
یکی از اجراها توسط ساکسیفون‌نواز گاتو باربیری از آلبوم داغ! (به انگلیسی: Caliente!) او درسال ۱۹۷۶ بود درسال ۲۰۰۶، ساکسیفون‌نواز جیمی سامرز این آهنگ را برای آلبوم استاندارد خود زمان ایستاده است (به انگلیسی: Time Stands Still) ضبط کرد. نیلز نوازنده گیتار جاز معاصر نسخه‌ای از آلبوم خود درسال ۲۰۰۹ از نزدیک و شخصی (به انگلیسی: Up Close & Personal) منتشرکرد. بلیک آرون این آهنگ را در آلبوم Soul Stories در سال ۲۰۱۵ کاور می‌کند.
یکی دیگر از خوانش‌هایی است که توسط تاک آندرس در دهه ۱۹۹۰ ساخته شد.
دیانگو، نوازنده اسپانیایی، نسخه‌ای را با همراهی پاکو دی لوسیا، با اشعار تنظیم‌شده برای ملودی، خواند.
ویتا اینفورمیشن نسخه خود را در Vitalive آلبومی با گیتار فرانک گمبال ضبط کرد!.